# ウェブデザイン技能士
ウェブデザイン技能士（ウェブデザインぎのうし）とは、国家資格である技能検定制度の一種で、職業能力開発促進法第47条第1項による指定試験機関である特定非営利活動法人インターネットスキル認定普及協会が実施するウェブデザインに関する学科及び実技試験 (ウェブデザイン技能検定) に合格した者をいう。

## 概要
ウェブデザイン職種は、「職業能力開発促進法施行令の一部を改正する政令」（2007年3月30日）において技能検定制度の充実を図るために追加されたものである。パソコンや携帯端末を通じ、様々な情報をインターネット上に掲載し、これを配信することを目的に、ウェブサイト（ホームページ）のデザイン（設計）を行う知識と技能を検定する。ウェブデザイン技能士は、名称独占資格であるとともに、ウェブ業界で唯一の国家資格である。なお、「ウェブデザイン技能検定」という名称は指定試験機関であるインターネットスキル認定普及協会が通称として使用しているものであるが、正式な国家試験の名称ではない。
第39回技能五輪国際大会（2007年11月）では、ウェブデザイン（Web Design）が正式職種として実施された。

## 受検資格
- 1級
  - 7年以上の実務経験を有する者
  - 職業高校、短大、高専、高校専攻科、専修学校、各種学校卒業又は普通職業訓練修了後、5年以上の実務経験を有する者
  - 大学卒業後、3年以上の実務経験を有する者
  - 高度職業訓練修了後、1年以上の実務経験を有する者
  - 2級の技能検定に合格した者であって、その後2年以上の実務経験を有する者
- 2級
  - 2年以上の実務経験を有する者
  - 職業高校、短大、高専、高校専攻科、専修学校、各種学校卒業又は普通職業訓練修了した者
  - 大学を卒業した者
  - 高度職業訓練を修了した者
  - 3級の技能検定に合格した者
- 3級
  - ウェブの作成や運営に関する業務に従事している者及び従事しようとしている者

※実技試験は各級ともに学科試験合格者(当該実技試験が行われる日が、学科試験の合格日より2年以内である場合に限る)

## 試験内容
ウェブデザイン職種は実技および学科試験で実施され、関連国際標準規格等に基づき、ウェブデザインに関する知識・技能、実務能力等が問われる。等級区分は1級から3級まであり、インターネットスキル認定普及協会が定めた日によって試験が開催される。

### 学科試験

#### 出題形式
- 筆記試験（マーク方式）：「多肢選択法」「真偽法」形式

#### 合格基準
- 70点以上（100 点満点）

#### 試験時間
- 1級：90分
- 2級：60分
- 3級：45分

#### 試験科目
1級から3級まで試験科目は共通である。範囲は各級によって異なっている。
- 1.インターネット概論
  - 1-1.インターネット
  - 1-2.ネットワーク技術
  - 1-3.インターネットにおける標準規格･関連規格と動向
  - 1-4. ウェブブラウジング
  - 1-5. ワールドワイドウェブ(WWW)セキュリティ技術
  - 1-6.インターネット最新動向と事例
- 2.ワールドワイドウェブ(WWW)法務
  - 2-1.知的財産権とインターネット
  - 2-2.インターネットに関わる法令等
- 3.ウェブデザイン技術
  - 3-1. ハイパテキストマーク付け言語および拡張可能ハイパテキストマーク付け言語(HTML･XHTML)とそのコーディング技術
  - 3-2.スタイルシート(CSS)とそのコーディング技術
  - 3-3.スクリプト
  - 3-4.サーバサイドアプリケーション
- 4.ウェブ標準
- 5.ウェブビジュアルデザイン
  - 5-1.ページデザインおよびレイアウト
  - 5-2.マルチメディアと動的表現
- 6.ウェブインフォメーションデザイン
  - 6-1.インフォメーションデザイン
  - 6-2.インタフェースデザイン
  - 6-3.ユーザビリティ
  - 6-4.各種データベースとの連携によるダイナミックなサイトデザイン
- 7.アクセシビリティ･ユニバーサルデザイン
- 8.ウェブサイト設計･構築技術
- 9.ウェブサイト運用･管理技術
- 10.安全衛生･作業環境構築

### 実技試験

#### 出題形式
原則として、受検者がパソコンを持参し、指定されたウェブサーバ、ウェブプログラミング環境、ウェブコンテンツ作成用ソフトウェアを使用して与えられた課題を仕上げる。

#### 試験時間
- 1級：180分　ペーパー60分
- 2級：120分
- 3級：60分

#### 合格基準
- 70点以上（100 点満点）

#### 試験科目
- 1.ウェブサイト構築
  - 1-1.ウェブサイト設計･計画(1級のみ)
  - 1-2.ウェブサイトデザイン
- 2.ウェブサイト運用管理

## 試験会場
- 北海道、宮城県、東京都、神奈川県、愛知県、大阪府、福岡県（1級は東京都、大阪府のみ）

## 取得後の称号
1級の合格者には厚生労働大臣より、2級及び3級の合格者にはインターネットスキル認定普及協会理事長より合格証書が交付され技能士を称することができ、名刺・ホームページ等への表示が可能となる。資格を表記する際には、「1級ウェブデザイン技能士」、「2級ウェブデザイン技能士」、「3級ウェブデザイン技能士」のように等級を明示する必要がある。等級の非表示、等級表示位置の誤り、職種名の省略・別名表示などは不可である。
なお、職業能力開発促進法により、ウェブデザイン技能士資格を持っていない者がウェブデザイン技能士を自称することは禁じられている。

## ウェブデザイン技能検定委員
ウェブデザイン技能検定における試験科目およびその範囲の設定、改定、学科試験および実技試験の審査、採点等を職務として行う者をウェブデザイン技能検定委員(正式名称はウェブデザイン職種指定試験機関技能検定委員)という。
ウェブデザインについて大学以上の学校において学識経験を有する者や、事業所等の技術部門若しくは教育訓練部門の主任相当級以上の地位経験者、1級ウェブデザイン技能士で実務経験豊富な者などの中から指定試験機関であるインターネットスキル認定普及協会により選任される。

## 合格率
- 平成25年度：2級：53.7%、3級：(1)69.6%、(2)47.4%
- 平成24年度：1級：29.5%、2級：40.4%、3級：(1)67.5%、(2)47.9%
- 平成23年度：1級：23%、2級：48%、3級：60%
- 平成21年度：1級：10%、2級：40%、3級：60%
- 平成19年度：3級：54%